# Terniwka (Baschtanka)
Terniwka (ukrainisch Тернівка; russisch Терновка Ternowka) ist ein Dorf im Osten der ukrainischen Oblast Mykolajiw mit etwa 100 Einwohnern (2004).
Das 1892 gegründete Dorf liegt am Ufer des Inhulez 20 km südöstlich vom ehemaligen Rajonzentrum Beresnehuwate und etwa 110 km nordöstlich vom Oblastzentrum Mykolajiw.
Am 10. August 2018 wurde das Dorf ein Teil der Siedlungsgemeinde Beresnehuwate; bis dahin war es Teil der Landratsgemeinde Murachiwka im Osten des Rajons Beresnehuwate.
Seit dem 17. Juli 2020 ist es ein Teil des Rajons Baschtanka.

## Persönlichkeiten
Im Dorf kam 1926 der ukrainische Ökonom, Diplomat und Politiker Mykola Slawow zur Welt.